# Non conosco nessun Patrizio
Non conosco nessun Patrizio è un album pubblicato il 28 settembre 2010 dalla cantante italiana Milva e che contiene 9 cover di pezzi di Franco Battiato più una track inedita che gli dà il titolo.
Con questo album l'artista annuncia il suo addio alle scene, almeno per quanto riguarda le esibizioni dal vivo, dopo mezzo secolo di palcoscenico vissuto in tutto il mondo. Con la scomparsa dell'artista, avvenuta il 23 aprile 2021, Non conosco nessun Patrizio risulterà essere il suo ultimo lavoro di inediti pubblicato in vita.
L'album, che è il terzo frutto della collaborazione fra i due artisti (dopo Milva e dintorni e Svegliando l'amante che dorme), offre una reinterpretazione delle canzoni composte da Franco Battiato e Giusto Pio, con l'inedito che dà il nome all'album firmato per il testo dal filosofo Manlio Sgalambro.

## Tracce
Testi di Franco Battiato e Manlio Sgalambro; musiche di Franco Battiato e Giusto Pio.
1. Una storia inventata (Battiato - Pio) – 4:12
2. Non conosco nessun Patrizio (Battiato - Sgalambro) – 3:21
3. Le aquile (Battiato - Pio) – 3:27
4. I giorni della monotonia (Battiato - Sgalambro) – 3:14
5. I processi del pensiero (Battiato - Camisasca) – 3:15
6. Il ballo del potere (Battiato - Sgalambro) – 3:46
7. Io chi sono? (Battiato - Sgalambro) – 3:38
8. Bist du bei mir (Battiato - Sgalambro) – 3:44
9. Segnali di vita (Battiato - Pio) – 3:11
10. Risveglio di primavera (Battiato - Pio) – 3:31

## Formazione
- Milva - voce
- Davide Ferrario - chitarra
- Carlo Guaitoli - tastiera, pianoforte
- Demetrio Comuzzi - viola
- Luca Simoncini - violoncello
- Alessandro Simoncini - violino
- Luigi Mazza - violoncello